# Gouberville
Gouberville és un municipi francès situat al departament de la Manche i a la regió de Normandia. L'any 2007 tenia 129 habitants.

## Demografia

### Població
El 2007 la població de fet de Gouberville era de 129 persones. Hi havia 63 famílies de les quals 20 eren unipersonals (16 homes vivint sols i 4 dones vivint soles), 27 parelles sense fills i 16 parelles amb fills.
La població ha evolucionat segons el següent gràfic:
Habitants censats

### Habitatges
El 2007 hi havia 106 habitatges, 62 eren l'habitatge principal de la família, 41 eren segones residències i 3 estaven desocupats. 94 eren cases i 3 eren apartaments. Dels 62 habitatges principals, 50 estaven ocupats pels seus propietaris, 12 estaven llogats i ocupats pels llogaters i 1 estava cedit a títol gratuït; 4 tenien dues cambres, 10 en tenien tres, 20 en tenien quatre i 28 en tenien cinc o més. 45 habitatges disposaven pel capbaix d'una plaça de pàrquing. A 36 habitatges hi havia un automòbil i a 20 n'hi havia dos o més.

### Piràmide de població
La piràmide de població per edats i sexe el 2009 era:
| Homes | Edats   | Dones |
| ----- | ------- | ----- |
| 0     | 95 o +  | 0     |
| 0     | 90 a 94 | 0     |
| 0     | 85 a 89 | 0     |
| 0     | 80 a 84 | 0     |
| 12    | 75 a 79 | 4     |
| 0     | 70 a 74 | 0     |
| 12    | 65 a 69 | 4     |
| 8     | 60 a 64 | 4     |
| 4     | 55 a 59 | 8     |
| 4     | 50 a 54 | 0     |
| 4     | 45 a 49 | 0     |
| 8     | 40 a 44 | 0     |
| 12    | 35 a 39 | 4     |
| 4     | 30 a 34 | 12    |
| 12    | 25 a 29 | 0     |
| 0     | 20 a 24 | 0     |
| 0     | 15 a 19 | 0     |
| 0     | 10 a 14 | 12    |
| 8     | 5 a 9   | 8     |
| 0     | 0 a 4   | 0     |

## Economia
El 2007 la població en edat de treballar era de 93 persones, 56 eren actives i 37 eren inactives. De les 56 persones actives 49 estaven ocupades (30 homes i 19 dones) i 8 estaven aturades (4 homes i 4 dones). De les 37 persones inactives 18 estaven jubilades, 7 estaven estudiant i 12 estaven classificades com a «altres inactius».

### Ingressos
El 2009 a Gouberville hi havia 59 unitats fiscals que integraven 123 persones, la mediana anual d'ingressos fiscals per persona era de 14.915 €.

### Activitats econòmiques
Dels 4 establiments que hi havia el 2007, 2 eren d'empreses de construcció i 2 d'empreses de comerç i reparació d'automòbils.
L'únic servei als particulars que hi havia el 2009 era una fusteria.
L'any 2000 a Gouberville hi havia 7 explotacions agrícoles que ocupaven un total de 104 hectàrees.

## Poblacions més properes
El següent diagrama mostra les poblacions més properes.